# Фило (Охајо)
Фило (енгл. Philo) град је у америчкој савезној држави Охајо.

## Демографија
По попису из 2010. године број становника је 733, што је 36 (-4,7%) становника мање него 2000. године.
| Група             | 2000.       | 2010.       |
| Белци             | 755 (98,2%) | 714 (97,4%) |
| Афроамериканци    | 3 (0,4%)    | 6 (0,8%)    |
| Азијати           | 1 (0,1%)    | 1 (0,1%)    |
| Хиспаноамериканци | 1 (0,1%)    | 5 (0,7%)    |
| Укупно            | 769         | 733         |